# Église de Föglö
L'église de Föglö (en suédois : Föglö kyrka) est une église située à Föglö, dans l'archipel d'Åland en Finlande.

## Architecture

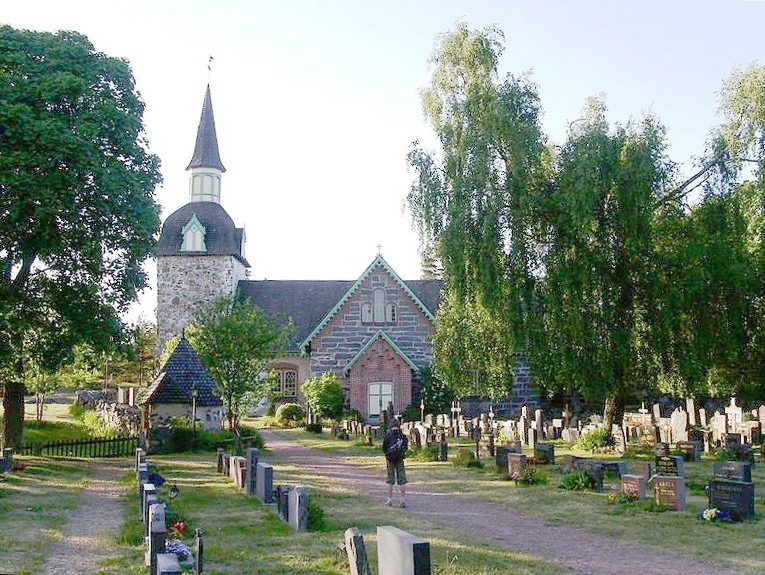
Vue du sud.

L'église est construite à  Föglö probablement vers 1500-1520.
Elle est nommée Sainte Madeleine.
En 1859–1861, elle est transformée par Georg Theodor von Chiewitz.
L'orgue est livrée en 1979 par la fabrique d'orgues de Kangasala.
La façade de l'orgue est celle de la précédente orgue et date de 1864.